# Serguei Biriúzov
Serguei Semiónovitx Biriúzov (Skopin, óblast de Riazan, 21 d'agost de 1904 - 19 d'octubre de 1964) va ser un comandant militar soviètic, cap de l'Estat de Major de l'Exèrcit Roig i Mariscal de la Unió Soviètica.

## Biografia
Biriúzov esdevingué membre del Partit Comunista de la Unió Soviètica el 1926. Als 18 anys es va allistar a l'Exèrcit Roig, on va ser ascendit a Comandant de batalló abans d'estudiar a l'Acadèmia Militar Frunze el 1934. Es va graduar el 1937, després de ser nomenat Cap d'Estat Major d'una divisió de Fusellers. El 1939 va ser nomenat Cap d'Operacions del Districte Militar de Khàrkov, una posició que va mantenir fins a l'agost d'aquell any, quan va ser nomenat Comandant de la 132a Divisió de Fusellers.
Biriúzov comanda aquesta unitat durant els següents tres anys, una cosa excepcional entre els generals soviètics, especialment durant la Segona Guerra Mundial. Els generals soviètics rarament comandaven posicions durant més d'uns mesos. La divisió de Biriuzov era part del sud-oest dels Front de Briansk. Biriúzov era un comandant atent, en moltes ocasions dirigint la seva divisió personalment a la batalla. En el primer any de l'Operació Barbarroja (juny de 1941), Biriúzov havia estat ferit en cinc ocasions, dues d'elles de gravetat. L'abril del 1942 va ser nomenat Cap d'Estat Major del 48è Exèrcit, lluny del Front de Briansk. Comandar aquesta unitat fins al novembre d'aquell any, quan va ser destinat com a Cap d'Estat Major del 2n Exèrcit de la Guàrdia. Va mantenir aquesta posició fins a l'abril de 1943, dirigint aquesta poderosa unitat durant l'Operació Saturn, quan el 2n Exèrcit de la Guàrdia cooperar en la destrucció del Sisè Exèrcit alemany després de ser envoltat durant la batalla de Stalingrad.
L'abril de 1943 va ser nomenat Cap d'Estat Major del Front del Sud, on va ser una gran ajuda per al comandant d'aquest, Fiódor Tolbukhin. El 20 d'octubre, el Front del Sud va ser rebatejat com el Quart Front Ucraïnès. Biriuzov va romandre com a Cap d'Estat Major fins al maig de 1944, quan va ser destinat al Tercer Front Ucraïnès, al costat de Tolbukhin. A l'octubre d'aquell any, va ser destinat a comandar el 37è Exèrcit, part del 3r Front Ucraïnès. Va mantenir aquest lloc durant la resta de la guerra, fins al maig de 1946. En aquestes posicions de comandament, Biriúzov contribuir a l'expulsió de totes les forces alemanyes d'Ucraïna, i al posterior alliberament de Bulgària i Iugoslàvia.
Després d'aquestes posicions, Biriúzov va ser nomenat Cap de la Missió Militar Soviètica a Bulgària, fins a 1947. Entre aquest any i 1955 va ocupar nombrosos llocs de comandament, però mai va romandre molt de temps en el cap. L'11 de març de 1955 va ser ascendit a Mariscal de la Unió Soviètica. Entre aquest any i abril de 1962 va ser Comandant en Cap de les Forces Aèries de Defensa soviètiques. Després d'aquest lloc, va ser nomenat Comandant en Cap de les Tropes de Míssils Estratègics i el 1963 Cap de l'Estat Major de les Forces Armades. El 19 d'octubre de 1964, Biriúzov va morir en un accident, al xocar l'avió en què viatjava amb la muntanya Avala prop de Belgrad. Va ser enterrat a la Necròpolis del Kremlin.